# Recueva de la Peña
Recueva de la Peña es un pueblo que pertenece a la provincia de Palencia, en la Comunidad Autónoma de Castilla y León, España. Está a una distancia de 10 km de Castrejón de la Peña, la capital municipal, en la comarca de Montaña Palentina.

## Situación
Se encuentra en la parte norte de la provincia de Palencia, en la comarca de la Montaña Palentina.
Confina al SE con Roscales de la Peña, al S con Riosmenudos de la Peña, Vega de Riacos, Barajores y Respenda de la Peña, al NO con Villalbeto de la Peña y al N con Tarilonte de la Peña y Pisón de Castrejón.

## Demografía
Evolución de la población en el siglo XXI
| Gráfica de evolución demográfica de Recueva de la Peña entre 2000 y 2020 |
|                                                                          |
| Población de derecho (2000-2020) según el padrón municipal del INE       |